# Верхосунье (Фалёнский район)
Верхосунье — село в Фалёнском районе Кировской области России.

## География
Село находится в восточной части Кировской области, в подзоне южной тайги, на берегах реки Суны, на расстоянии приблизительно 38 километров (по прямой) к юго-западу от посёлка городского типа Фалёнки, административного центра района. Абсолютная высота — 173 метра над уровнем моря.
Климат
Климат характеризуется как континентальный, с продолжительно холодной многоснежной зимой и умеренно тёплым летом. Среднегодовая температура составляет 1,3 °C. Средняя температура воздуха самого тёплого месяца (июля) — 17,8 °C; самого холодного (января) — −14,7 °C. Среднегодовое количество атмосферных осадков составляет 555 мм. Снежный покров образуется в первой декаде ноября и держится в течение 162 дней.

## История
Основано в 1694 году.
В «Списке населенных мест Российской империи», изданном в 1876 году, населённый пункт упомянут как казённое село Верхосунское (Мало-Верхосунское) Глазовского уезда (1-го стана), при реке Суне, расположенное в 88 верстах от уездного города Глазова. В деревне насчитывалось 8 дворов и проживало 42 человека (15 мужчин и 27 женщин).

В 1926 году население деревни составляло 66 человек (27 мужчин и 39 женщин). Насчитывалось 26 хозяйств (из которых 23 крестьянских). В административном отношении Верхосунье являлось центром Верхосунского сельсовета Бельской волости Нолинского уезда.

## Население
| 1873 | 1891 | 1905 | 1926 | 1950 | 1989 | 2002 |
| ---- | ---- | ---- | ---- | ---- | ---- | ---- |
| 42   | ↗55  | ↘39  | ↗66  | ↗210 | ↗632 | ↗654 |
| 2010 |      |      |      |      |      |      |
| ↘543 |      |      |      |      |      |      |

Половой состав
По данным Всероссийской переписи населения 2010 года в гендерной структуре населения мужчины составляли 46,4 %, женщины — соответственно 53,6 %.
Национальный состав
Согласно результатам переписи 2002 года, в национальной структуре населения русские составляли 97 % из 654 чел.